# Predoslje
Predoslje je naselje u slovenskoj Općini Kranju. Predoslje se nalazi u pokrajini Gorenjskoj i statističkoj regiji Gorenjskoj. 

## Stanovništvo
Prema popisu stanovništva iz 2002. godine naselje je imalo 966 stanovnika.